# Paradelphomyia senilis
Paradelphomyia senilis là một loài ruồi trong họ Limoniidae. Chúng phân bố ở miền Cổ bắc.